# 亞謝諾韋 (阿赫特爾卡區)
50°18′27″N 34°43′42″E / 50.30750°N 34.72833°E
亞塞諾韋（烏克蘭語：Ясенове）是位於烏克蘭東北部的村莊，由蘇梅州奧赫特爾卡區的切爾內奇納市鎮負責管轄。該村處於格倫河畔，距離赫尼利察2公里，海拔高度136米，2001年人口360。